# Ernest Christian Moench
Christian Moench , né le 25 mai 1904 à Nancy (Meurthe-et-Moselle) et disparu en mer le 16 janvier 1938 près de Bender Abbas (Irak), était un aviateur français.

## Biographie
Ernest Christian Moench est l'un des enfants d'un industriel protestant établi à Nancy, Émile Moench, qui est à l'origine de la levure Alsa et de la marque du même nom. Il a préféré se faire connaître par son second prénom. Breveté pilote à titre civil en 1926, il est breveté militaire le 3 mai 1927.
Les raids de Christian Moench ont été suivis quasiment au jour le jour, commentés avec enthousiasme et glorifiés par la presse régionale, notamment par L’Est républicain. Les étapes terminales ont été l’occasion d’accueils enthousiastes et de cérémonies officielles. Que ce soit au Bourget, à Nancy, à Tananarive, ou lors des étapes chinoises et de l’arrivée à Tokyo, des manifestations chaleureuses témoignent de l’engouement de l'époque pour les exploits aériens. Du 2 mars 1931 au 19 avril 1931, il va réaliser avec Johanny Burtin un raid aérien aller-retour Paris – Tokyo, avec un monoplan Farman à moteur Gnome Rhône Titan de 230 chevaux, couvrant un parcours de 40 000 kilomètres environ.
Les titres de gloire essentiels de Ch. Moench et de Johanny Burtin sont :
- Paris-Tokyo-Paris en 1931.
- à deux reprises, le vol Paris-Tananarive dont l’un, accompli à la fin de la même année en six jours, huit heures et cinquante minutes, ravissant le record de Bailly, Réginensi et Marsot (huit jours, neuf heures et quarante cinq minutes).

Au retour d’un voyage d’affaires à Saïgon en 1938, à bord d’un Percival « Vega Gull », immatriculé F-APOL, sans doute hâté par la réception d’un télégramme annonçant le décès de sa seconde fille, Christian Moench disparut dans le golfe Persique. Des débris de son avion ont été retrouvés le 18 janvier 1938 dans la mer, près de la petite île de Lafft, dans le voisinage de l’île de Kighm, à 70 km environ de Bender-Abbas. Le corps ne fut jamais retrouvé.
Le service funèbre célébré au temple protestant de Nancy fut l’occasion d’un rassemblement exceptionnel de représentants des autorités civiles et militaires.
Christian Moench présidait l’Aéro-Club de Nancy depuis février 1934.
Peu après la disparition du pilote s’est fondée une association pour l’érection d’un monument du souvenir. Outre les plus hautes autorités de l’État et des colonies, les plus grands noms de l’aviation civile et militaire figurent dans le comité d’honneur établi en 1939. L’association était gérée par un bureau dont les membres étaient des notables de l'Est. Des bons de souscription furent émis. Le monument a été érigé au plateau de Malzéville, l’inauguration devant avoir lieu en septembre 1939 mais n'a pas finalement eu lieu. Le monument a disparu pendant la guerre. Une stèle imposante a finalement été inaugurée sur le plateau de Malzéville le 22 juin 2001. Quant à l’élément-clé du monument initial, miraculeusement préservé après maintes péripéties, une imposante fresque en béton moulé, il se trouve désormais à l’aéroport Metz-Nancy-Lorraine.

## Distinctions
- Chevalier de la Légion d'honneur (1931)[5]